# 天璋院篤姫 (小説)
『天璋院篤姫』（てんしょういんあつひめ）は、宮尾登美子による長編歴史小説。1983年（昭和58年）2月25日から1984年（昭和59年）5月1日まで日本経済新聞夕刊に連載、1984年（昭和59年）9月6日に講談社より上下巻で刊行された。幕末から明治維新の激動の世に、薩摩藩の島津家より徳川13代将軍家定のもとに嫁ぎ、短い結婚生活を経て夫の死後も徳川宗家に尽くした天璋院の波瀾に満ちた生涯を描く。
1985年（昭和60年）にテレビ朝日「新春ドラマスペシャル」として、2008年（平成20年）にNHK大河ドラマ『篤姫』としてテレビドラマ化。また、1984年（昭和59年）に東京宝塚劇場で、2010年（平成22年）に明治座で、2011年（平成23年）に博多座で舞台化された。

## あらすじ
1853年（嘉永6年）8月21日。萩の花さかりのこの日、鶴丸城を出、江戸へと向かう1つの行列があった。その列に護られた駕籠のひとこそが薩摩藩藩主島津斉彬の養女篤子、後の天璋院であった。
篤姫＝島津敬子は元は島津分家筋の姫であったが、その器量を見込まれ斉彬の養女となる。斉彬の秘命を受け、近衛篤子として江戸幕府13代将軍徳川家定の御台所となった篤姫だが、病身の夫とは一度も本当の夫婦になれぬまま、幕府内での様々な困難に直面しながらも己の使命を果たそうとする。が、やがてその「使命」に秘められた陰謀の真実に気付いてしまう…
結婚後2年とたたずして家定は死去、若い未亡人「天璋院」となった篤姫は、大奥総帥として、14代将軍徳川家茂の義母として、家茂の御台所となった皇女和宮親子内親王の姑として、尊王攘夷の時勢のなかで衰退していく幕府のために力を尽くす。女としての幸せとは無縁のまま、明治維新後も徳川宗家を守り抜いた天璋院篤姫の、波乱万丈の生涯を描く。

## 書誌情報
単行本
- 講談社、1984年（昭和59年）9月6日
  - 天璋院篤姫（上） ISBN 978-4-06-200560-9
  - 天璋院篤姫（下） ISBN 978-4-06-200561-6

- 講談社、2007年（平成19年）9月8日新装版
  - 新装版 天璋院篤姫 （上） ISBN 978-4-06-214217-5
  - 新装版 天璋院篤姫 （下） ISBN 978-4-06-214218-2

文庫本
- 講談社文庫、1987年（昭和62年）11月9日
  - 天璋院篤姫（上） ISBN 978-4-06-184071-3
  - 天璋院篤姫（下） ISBN 978-4-06-184072-0

- 講談社文庫、2007年（平成19年）3月15日新装版
  - 新装版 天璋院篤姫（上） ISBN 978-4-06-275684-6
  - 新装版 天璋院篤姫（下） ISBN 978-4-06-275685-3

## 関連書籍
- 鹿児島純心女子大学国際文化研究センター編『新薩摩学6 天璋院篤姫』（2008年9月、南方新社、ISBN 978-4-86124-142-0）
  - 古閑章著「第5章 宮尾登美子『天璋院篤姫』を読む」
  - 東川隆太郎著「第6章 小説『天璋院篤姫』を楽しむための文学散歩」

## 映像化作品

### テレビドラマ（1985年）
『天璋院篤姫』　1985年 （昭和60年）1月3日テレビ朝日系で21時から23時48分に放映、「新春ドラマスペシャル」として単発特別ドラマとしてテレビドラマ化。

#### キャスト（テレビドラマ（1985年））
- 篤姫：佐久間良子
- 和宮：秋吉久美子
- 滝山：草笛光子
- 徳川慶喜：江守徹
- 徳川家定：中村嘉葎雄
- 徳川家茂：国広富之
- 島津斉彬：田村高廣
- 観行院：鳳八千代
- 唐橋：佐々木すみ江
- 庭田嗣子：南風洋子
- 重野：萩尾みどり
- ナレーション：奈良岡朋子

#### スタッフ（テレビドラマ（1985年））
- 原作：宮尾登美子
- 脚本：山田信夫
- 演出：山内和郎

### テレビドラマ（2008年）
『篤姫』 2008年（平成20年）のNHK大河ドラマ第47作としてテレビドラマ化。脚本は田渕久美子。篤姫を演じたのは宮崎あおい。

## 舞台化作品

### 舞台（1984年）
『天璋院篤姫』 1984年（昭和59年）10月3日 - 30日、東京宝塚劇場で「東京宝塚劇場開場50周年/東宝10月特別公演」として舞台化。篤姫を演じていたのは山本富士子。
1985年（昭和60年）4月、御園座で「山本富士子特別公演」として上演。

#### キャスト（1984年）
- 篤姫 - 山本富士子
- おしがの方 - 波乃久里子
- 滝山 - 藤間紫
- 幾島 - 園佳也子
- おしの - 松原千明
- 重野 - 山口いづみ
- 島津斉彬 - 伊藤孝雄
- 徳川家定 - 山本學
- 萬代峰子

#### スタッフ（1984年）
- 原作 - 宮尾登美子『天璋院篤姫』（講談社刊）
- 脚本 - 堀井康明
- 演出 - 臼杵吉春
- 製作 - 小島亢、菅野悦晴

### 舞台（2010年）
『天璋院篤姫』 2010年（平成22年）2月4日 - 24日、明治座で「2010年2月公演」として舞台化。篤姫を演じていたのは内山理名。

#### キャスト（2010年）
- 天璋院篤姫 - 内山理名
- 皇女和宮 - 遠野あすか[6]
- 大奥総取締 滝山 - 高橋かおり
- 篤姫付中臈 しの（のちの重野） - 小林綾子
- 幕臣 勝海舟 - 国広富之
- 13代将軍 徳川家定 - 今拓哉
- 篤姫生母 お幸の方 / 家定生母 本寿院 - 秋野暢子（二役）
- 和宮側近 庭田嗣子 - 山田スミ子
- 篤姫付御年寄 幾島 - 香寿たつき
- 薩摩藩主 島津斉彬 - 西岡德馬
- 14代将軍 徳川家茂 - 内浦純一
- 薩摩藩士 西郷吉之助 - 吉田智則

#### スタッフ（2010年）
- 原作 - 宮尾登美子『天璋院篤姫』（講談社刊）
- 脚本 - 長谷川康夫
- 演出 - 西川信廣
- 美術 - 朝倉摂
- 主題歌 - 島津亜矢「風そして花」（作詞・曲：小椋佳）
- 主催・制作 - 明治座
- 制作協力 - 国際放映
- 協賛 - 太田胃散

### 舞台（2011年）
『天璋院篤姫』 2011年（平成23年）7月3日 - 25日、博多座で「7月公演」として舞台化。篤姫を演じていたのは国仲涼子。

#### キャスト（2011年）
- 天璋院篤姫 - 国仲涼子
- 島津斉彬 - 西郷輝彦
- 皇女和宮 - 宮本真希
- お幸の方 - 床嶋佳子
- 西郷吉之助 - 石川禅
- 勝海舟 - 青山良彦
- 富田恵子
- 渚あき
- 内野謙太

#### スタッフ（2011年）
- 原作 - 宮尾登美子『天璋院篤姫』（講談社刊）
- 脚本 - 齋藤雅文
- 演出 - 金子良次
- 美術 - 朝倉摂
- 制作 - 明治座